# Anchieta (Santa Catarina)
Anchieta es un municipio brasileño del estado de Santa Catarina. Tiene una población estimada al 2022 de 5 943 habitantes. Pertenece a la Región metropolitana del Extremo Oeste.

## Historia
El trabajo de los sacerdotes Pedro Rubio y Afonso Correia, leñadores pioneros de la región, inspiró el nombre de la ciudad, una alusión al padre José de Anchieta, el “Apóstolo del Brasil”, que catequizó a los indios.
La colonización de la localidad de Anchieta por descendientes de italianos procedentes de Frederico Westphalen, Río Grande del Sur, comenzó en 1952. Con ese grupo, los sacerdotes Rubio y Correia realizaron la primera misa campal.
Además de la agropecuaria, responsable por la ocupación de 70% de la población económicamente activa, la explotación de la madera por mucho tiempo sirvió de fuente de salario para el municipio. La principal plantación es la del maíz. En la ganadería, se destaca la creación de porcinos y de ganado lechero.
Con el desarrollo de la localidad, fue elevada a municipio el 29 de marzo de 1963, separándose de Guaraciaba.